# LOHAS TALK
LOHAS TALK（ロハストーク）は、J-WAVE「Jam the WORLD」内で放送されているミニ番組。2006年4月3日放送開始。提供はシーズクリエイト、2008年9月に三井不動産（1ヶ月のみ）、同10月より2009年3月まで三井住友フィナンシャルグループ、2011年より三菱商事。

## 概要
“人と環境に優しい暮らしを追求する”、“雑誌『ソトコト』の編集長（のち「統括編集長」）小黒一三が毎週各界の著名人1名をゲストに招き、当人の活動の中にあるロハスを探っていく”と称するトーク番組。「Jam the WORLD」担当ナビゲーターからは「地球の環境に優しい生活を提案する番組」と謳われている。

## 放送時間
- 毎週月曜～木曜 19:45 - 19:55（2017年10月～）
  - 「Jam the WORLD」の放送時間変更に伴い、放送時間を変更。
- 毎週月曜～金曜 20:40 - 20:50（2006年4月～2017年9月）

## ナビゲーター
- 小黒一三（『月刊ソトコト』編集長、2011年より統括編集長）

日本における「ロハス」ブームの仕掛け人のひとりである。タメ口とダミ声、豪快な笑いが特徴。